# Shimoga
Shimoga là một thị xã và là nơi đặt hội đồng thành phố của quận Shimoga thuộc bang Karnataka, Ấn Độ.

## Địa lý
Shimoga có vị trí 13°55′B 75°34′Đ / 13,92°B 75,57°Đ Nó có độ cao trung bình là 569 mét (1866 feet).

## Nhân khẩu
Theo điều tra dân số năm 2001 của Ấn Độ, Shimoga có dân số 274.105 người. Phái nam chiếm 51% tổng số dân và phái nữ chiếm 49%. Shimoga có tỷ lệ 74% biết đọc biết viết, cao hơn tỷ lệ trung bình toàn quốc là 59,5%: tỷ lệ cho phái nam là 78%, và tỷ lệ cho phái nữ là 70%. Tại Shimoga, 12% dân số nhỏ hơn 6 tuổi.